# I'll Play the Blues for You
《I'll Play the Blues for You》는 1972년에 발매된 알버트 킹의 일곱 번째 스튜디오 음반이다.
2017년, 타이틀곡의 싱글 버전이 블루스 명예의 전당에 헌액되었다.